# Préfecture autonome lisu de Nujiang
La préfecture autonome lisu de Nujiang (怒江傈僳族自治州 ; pinyin : Nùjiāng lìsùzú Zìzhìzhōu) est une subdivision administrative du nord-ouest de la province du Yunnan en Chine.
Son chef-lieu est la ville de Liuku dans le xian de Lushui. Liuku est le chef-lieu de cette préfecture depuis peu[Quand ?]. La ville a été préférée à Luchang pour sa situation géographique. La ville de Luchang avait elle-même succédé à la ville de Zhiziluo.

## Subdivisions administratives
La préfecture autonome lisu de Nujiang exerce sa juridiction sur quatre subdivisions - deux xian et deux xian autonomes :
- le xian de Lushui - 泸水县 Lúshuǐ Xiàn ;
- le xian de Fugong - 福贡县 Fúgòng Xiàn ;
- le xian autonome derung et nu de Gongshan - 贡山独龙族怒族自治县 Gòngshān dúlóngzú nùzú Zìzhìxiàn ;
- le xian autonome bai et pumi de Lanping - 兰坪白族普米族自治县 Lánpíng báizú pǔmǐzú Zìzhìxiàn.